# William d'Aubigny (maggiordomo reale)
William d'Aubigny, detto Pincerna (prima del 1070 – 1139), noto anche come William de Albini, era un barone e amministratore anglo-normanno che servì vari re d'Inghilterra e acquisì grandi proprietà in Norfolk.
Dal suo titolo di maggiordomo (in latino pincerna) di re Enrico I d'Inghilterra, fu chiamato William d'Aubigny Pincerna per distinguerlo da altri uomini con lo stesso nome.

## Origini
Proveniente da una famiglia del villaggio di Aubigny, nella regione francese della Loira, William era il figlio maggiore sopravvissuto di Roger d'Aubigny e di sua moglie, Amice. Suo fratello era Nigel d'Aubigny.

## Carriera
Non menzionato come proprietario terriero nel Domesday Book del 1086, era collegato al re Guglielmo II d'Inghilterra nel 1091 e in quel decennio è registrato come un importante proprietario terriero nella contea di Norfolk.
Il suo coinvolgimento nel governo centrale aumentò dopo il 1100, quando Enrico I divenne re d'Inghilterra. Nel 1101 fu testimone del trattato in cui Roberto II, conte delle Fiandre, promise sostegno militare a Enrico e in quell'occasione viene nominato pincerna, a dimostrazione del fatto che era uno dei primi ufficiali della casa reale. Come membro della corte del re, viaggiò con lui e trascorse circa un quarto della sua vita in Normandia invece che in Inghilterra. Nel 1130 fungeva anche da giudice reale e tenne udienze nell'Essex e nel Lincolnshire.
Le sue proprietà nel Norfolk crebbero nel corso degli anni, tanto da avere, nel 1135, ventidue cavalieri che possedevano terre nella sua baronia, oltre alle terre che possedeva in Kent. È probabile che il primo castello ad Old Buckenham fu costruito ai suoi tempi, così come la navata dell'abbazia di Wymondham (ora parte della chiesa parrocchiale), che fondò nel 1107. Fu anche un benefattore del Priorato di Thetford, fondato da suo suocero e, in Normandia, dell'abbazia benedettina di Lessay che suo padre aveva sostenuto.
Quando Stefano divenne re nel 1135, William mantenne il suo posto a corte. Morì pochi anni dopo, nel giugno 1139, e fu sepolto a Wymondham.

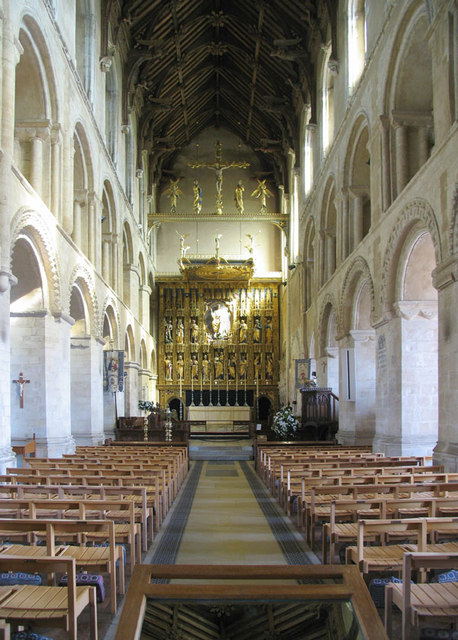
Navata dell'Abbazia di Wymondham

## Fondatore dell'Abbazia di Wymondham
Nel 1107 o prima, William d'Aubigny fondò l'abbazia di Wymondham nel Norfolk come cellula subordinata al monastero dell'abbazia di St. Albans nell'Hertfordshire. Il priorato continuò come tale fino al 1448, quando fu convertito in un'abbazia indipendente da un bolla di papa Niccolò V.

## Famiglia
William sposò Maud, figlia di Roger Bigod, conte di Norfolk e sorella di Hugh Bigod, I conte di Norfolk. Ebbero un figlio, William, che fu il primo ad ottenere il titolo di conte di Arundel.